# Chiến dịch Michael
Chiến dịch Michael đã diễn ra từ ngày 21 tháng 3 cho đến ngày 5 tháng 4 năm 1918, tại Pháp trên Mặt trận phía Tây trong cuộc Chiến tranh thế giới thứ nhất. Được một số người biết đến với tên gọi Trận sông Somme năm 1918, Trận sông Somme lần thứ nhất, (có tài liệu ghi là Trận sông Somme lần thứ hai), Trận Picardy lần thứ hai hay Trận đại chiến tại Pháp (tiếng Đức: Grosse Schlacht von Frankreich) đây là chiến dịch đầu tiên trong 5 chiến dịch tấn công đại quy mô của tướng Erich Ludendorff của Đế quốc Đức trong mùa xuân năm 1918. Mặc dù quân đội Đế quốc Đức đã đánh tan quân đội Anh trong giai đoạn đầu của chiến dịch này và tạo nên bước tiến lớn nhất trong cuộc chiến tranh kể từ năm 1914, họ giành thắng lợi chiến thuật chứ không phải là thắng lợi chiến lược. Quân đội phe Hiệp Ước bị thiệt hại nặng nề, song, cuộc tiến công của quân Đức cuối cùng đã bị khối Hiệp Ước chặn đứng trong khi bản thân quân Đức cũng hứng chịu thiệt hại nặng nề, cho dù thắng lợi của họ đã khuyến khích Ludendorff tiếp tục các chiến dịch mùa xuân của mình đồng thời gây khủng hoảng chính trị tại Anh.
Ludendorff đã phát động một loạt chiến dịch tấn công trên Mặt trận phía Tây để mang lại thắng lợi cho Đức trước khi Hoa Kỳ có thể tham chiến với quân số đông đảo. Chiến dịch Michael đã được khơi mào với mục tiêu là nơi hội quân giữa quân đội Anh và Pháp. Sau một cuộc pháo kích bất ngờ và dữ dội, quân đội Đức đã tiến công trên một mặt trận dài 50 dặm Anh (kéo dài từ La Fèrre đến Arras), do Tập đoàn quân số 3 của Đế quốc Anh án ngữ về hướng Bắc và Tập đoàn quân số 5 của Anh án ngữ về hướng Nam. Quân Đức dễ dàng đánh bại Tập đoàn quân số 5 của Anh – vốn còn đang trong quá trình hồi phục sau trận Passchendaele đẫm máu năm 1917. Ngày hôm sau, người Anh mất liên lạc với quân đội Pháp ở cánh phải của họ và Tập đoàn quân số 5 của Anh phải triệt thoái về phía sau sông Somme. Tập đoàn quân số 18 của Đức giành được thắng lợi, tuy nhiên về phía Bắc các Tập đoàn quân số 2 và số 17 phải đối mặt với hệ thống phòng ngự tốt hơn của Tập đoàn quân số 3 của Anh. Ludendorff vẫn có thể giành một thắng lợi quyết định nếu ông tập trung vào giao điểm đường ray quan trọng tại Amiens, nhưng do nghĩ rằng quân Anh đã bị đè bẹp, ông phát lệnh cho 3 tập đoàn quân của mình tiến công theo 3 mũi chệch nhau. Cho dù quân đội Anh tiếp tục rút lui – quân đội Đức chiếm được Bapaume vào ngày 24 tháng 3 và Albert vào ngày 26 tháng 3 - chiến tuyến của họ vẫn đứng vững. Quân Đức đã kéo căng đường hậu cần của mình và không có đủ quân dự bị để chọc phá. Phi cơ Anh cũng gây khó khăn cho đối phương.
Nhìn chung, người Đức đã giành thắng lợi chiến thuật rực rỡ mà một phần là do giới chỉ huy khối Hiệp Ước thiếu hợp tác. Điều đó đã buộc phe Hiệp Ước phải trao quyền tổng chỉ huy quân đội trên Mặt trận phía Tây cho tướng Ferdinand Foch của Pháp. Giờ đây, ông dốc các lực lượng trừ bị ra để chặn đứng quân Đức. Sau khi chiến dịch tấn công Somme của ông đã dừng lại, Ludendorff chuẩn bị một cuộc tấn công khác. Vào ngày 25 tháng 3, ông chuyển trọng tâm của đợt tấn công sang trung quân và cánh phải, nơi các Tập đoàn quân số 2 và số 17 của ông mang trọng trách. Chiến dịch Sao Hỏa đã mở màn vào ngày 25 tháng 8 với trọng tâm là Arras. Quân Anh với hệ thống phòng thủ vững chắc đã đứng vững. Cuối tháng này, Ludendorff đã chuyển sang tiến đánh Amiens, song lực lượng của ông đã kiệt quệ. Thời tiết thuận lợi đã khiến cho cho phi cơ đồng minh gây tổn thất cho quân đội Đức, và vào ngày 5 tháng 4 Ludendorff chấm dứt chiến dịch tấn công. Với thất bại chiến thuật này, tư lệnh Tập đoàn quân số 5 của Anh là Hubert Gough bị Tổng tư lệnh Douglas Haig huyền chức bất chấp cuộc rút lui thành công của ông. Chiến dịch Michael cũng cho thấy thành công của "lực lượng xung kích" (Stoßtruppen) trong việc thực hiện kỹ nghệ "thẩm thấu" của bộ binh.